# La princesa y el pirata
La princesa y el pirata (en inglés, The Princess and the Pirate) es una película de aventuras estadounidense de 1944 dirigida por David Butler y protagonizada por Bob Hope y Virginia Mayo en sus papeles principales.

## Argumento
Mientras huye de incógnito en un barco del hombre con el que le obliga a casarse su padre, la atractiva princesa Margaret (Virginia Mayo) es secuestrada por un grupo de piratas mandados por el temible y sanguinario capitán Hook (Victor McLaglen), que conocen su identidad y la quieren pedir un rescate por ella. Sorprendentemente, será otro pirata, Sylvester, (Bob Hope) quien consiga rescatarla.

## Reparto
- Bob Hope como Sylvester
- Virginia Mayo como Princesa Margaret
- Walter Brennan como Pluma
- Walter Slezak como La Roche
- Victor McLaglen como Capitán Barrett
- Marc Lawrence como Pedro
- Hugo Haas: como el propietario del café
- Maude Eburne como la dueña
- Adia Kuznetzoff como Don José Ramón Sebastián Rurales
- Brandon Hurst como M. Pelly
- Tom Kennedy como Alonzo
- Stanley Andrews como Capitán de la Mary Ann
- Robert Warwick como el Rey
- Bing Crosby como la aparición

## Premios y distinciones
Premios Óscar
| Año  | Categoría                                              | Persona                      | Resultado |
| ---- | ------------------------------------------------------ | ---------------------------- | --------- |
| 1945 | Mejor dirección de arte - Color                        | Ernst Fegte y Howard Bristol | Nominado  |
| 1945 | Mejor banda sonora de una película dramática o comedia | David Rose y Emile Kuri      | Nominado  |